# Barry Peterson
Barry Peterson (* 20. Jahrhundert in Alberta) ist ein kanadischer Kameramann.
Barry Peterson wurde in Kanada geboren und wurde dort bereits als Kameramann aktiv, in den 1990er Jahren zog er in die Vereinigten Staaten. Sein erster größerer Erfolg war Zoolander, es folgten zahlreiche weitere Actionfilme und Komödien. Sein filmisches Schaffen umfasst mehr als zwei Dutzend Produktionen.

## Filmografie (Auswahl)
- 1993: Mustard Bath
- 2001: Zoolander
- 2002: Dark Blue
- 2003: Hollywood Cops
- 2004: Starsky & Hutch
- 2008: Jumper
- 2012: 21 Jump Street
- 2012: The Watch – Nachbarn der 3. Art (The Watch)
- 2013: Wir sind die Millers (We’re the Millers)
- 2014: The LEGO Movie
- 2014: 22 Jump Street
- 2015: Vacation – Wir sind die Griswolds (Vacation)
- 2015: Sisters
- 2016: Central Intelligence
- 2017: Den Sternen so nah (The Space Between Us)
- 2017: Das ist erst der Anfang (Just Getting Started)
- 2018: Game Night
- 2018: Bad Spies (The Spy Who Dumped Me)
- 2018: Gänsehaut 2 – Gruseliges Halloween (Goosebumps 2: Haunted Halloween)
- 2020: Superintelligence
- 2021: Thunder Force
- 2023: Dungeons & Dragons: Ehre unter Dieben (Dungeons & Dragons: Honor Among Thieves)
- 2023: My Big Fat Greek Wedding – Familientreffen (My Big Fat Greek Wedding 3)
- 2024: Nur noch ein einziges Mal (It Ends with Us)